# Misquito-Korallenotter
Die Misquito-Korallenotter (Micrurus mosquitensis), im Englischen häufig als Costa Rican Coral Snake bezeichnet, ist eine Schlangenart der Gattung Micrurus innerhalb der Familie der Giftnattern (Elapidae). Die Art wurde vormals als Unterart der Schwarzgebänderten Korallenotter (Micrurus nigrocinctus) betrachtet.

## Merkmale
Micrurus mosquitensis erreicht eine maximale Gesamtlänge von etwa einem Meter, bleibt zumeist jedoch kleiner. Sie weist einen schlanken, zylindrischen Körperbau und einen sehr kurzen Schwanz auf. Der rundliche Kopf setzt sich nur wenig vom Hals ab und besitzt eine abgerundete Schnauze sowie kleine Augen mit runder, schwarzer Pupille. Kopf und Schwanz sind zweifarbig (gelb und schwarz), der Körper ist rot, gelb und schwarz gebändert. Bei Männchen lassen sich 9 bis 12, bei Weibchen 10 bis 14 schwarze Körperringe zählen. Die roten Körperringe stoßen beiderseits an gelbe Ringe. Rote Schuppen mit unterschiedlich hohem Schwarzanteil an den Spitzen und begrenzt schwarze Flecken auf den gelben Schuppen. Die Körperfärbung ist immer relativ hell und wirkt nie dunkel oder fast schwarz. Die schwarze Zeichnung der Schnauze geht in eine schwarze Kappe über, deren Grenze zum gelben Kopfband mehr oder weniger gerade ist. Dorsal zeigen sich 15 Reihen glatter Körperschuppen (Scutum dorsale). Ausgewachsene Männchen besitzen eine Stelle mit gekielten Schuppen oberhalb der Kloakenregion. Kopfoberseits sind 9 vergrößerte, symmetrische Kopfschilde vorhanden. Unterseits lassen sich 185 bis 210 Ventralschilde und 32 bis 49 paarige Subcaudalschilde sowie ein geteiltes Scutum anale feststellen.

Als Giftnatter verfügt Micrurus mosquitensis über einen Giftapparat aus modifizierten Speicheldrüsen, die das Giftsekret produzieren und mit Giftzähnen in Verbindung stehen. Diese sind feststehende, leicht verlängerte Fangzähne im vorderen Oberkiefer (proteroglyphe Zahnstellung) mit einem geschlossenen Giftkanal zur Verabreichung des Giftsekrets. 

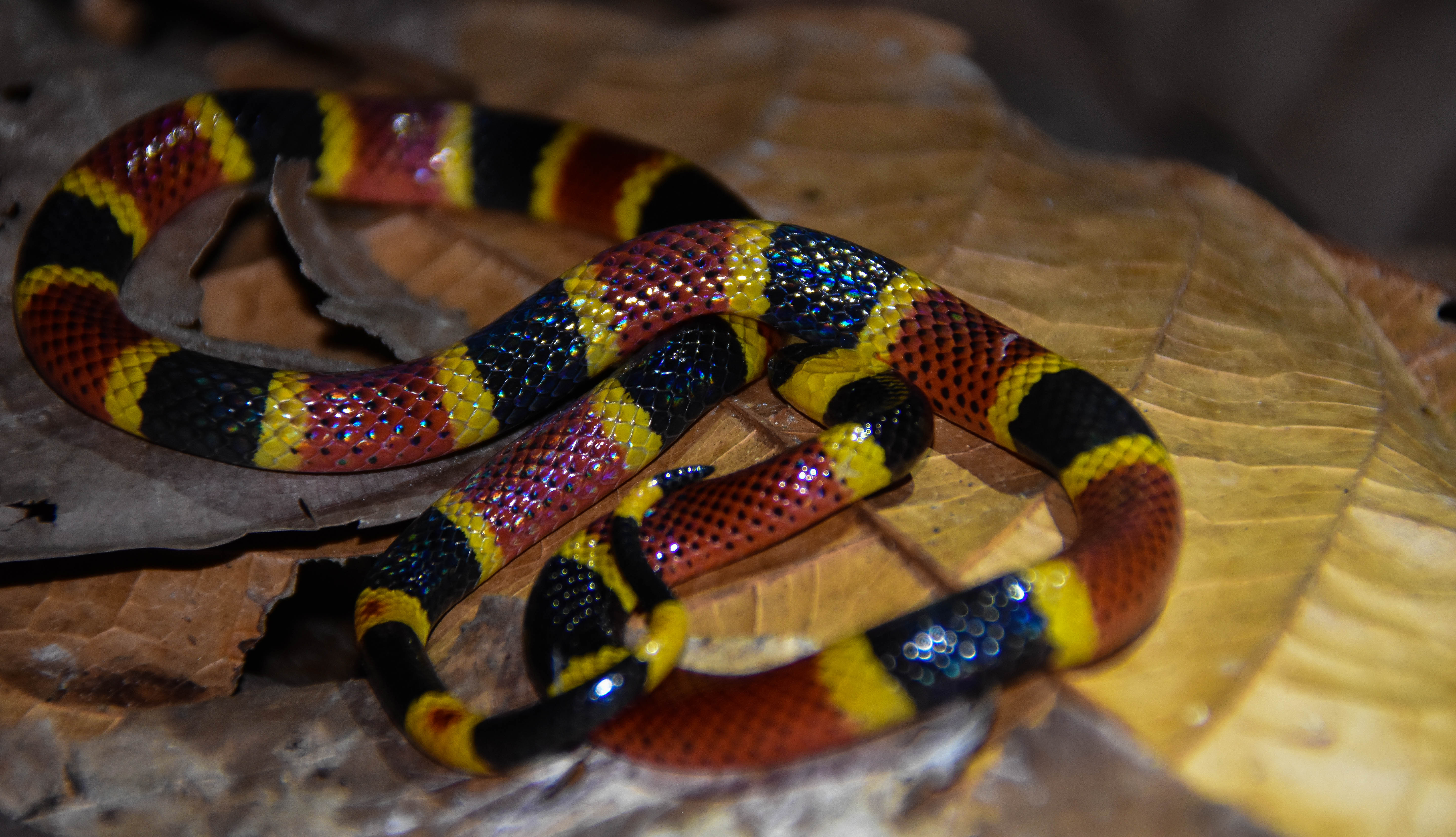
Micrurus mosquitensis, nahe Cahuita, Costa Rica

## Lebensweise
Micrurus mosquitensis pflegt eine weitestgehend verborgene, nachtaktive und bodenbewohnende sowie teils grabende Lebensweise. Zum Beutespektrum der Art zählen in erster Linie bodenbewohnende Schlangenarten (z. B. Coniophanes fissidens, Geophis spec., Rhadinaea decorata oder Tantilla spec.). Auch andere Korallenottern einschließlich solcher der eigenen Art werden erbeutet, wobei Micrurus mosquitensis nicht immun gegenüber dem eigenen Gift ist. Schleichenlurche und Eidechsen, etwa Skinke, werden gelegentlich ebenfalls gefressen. Die Beute wird durch einen Giftbiss immobilisiert. Jagende Individuen wurden auch in Erdbauten anderer Tiere, etwa Insekten, oder unter Baumwurzeln beobachtet.
Die Fortpflanzung erfolgt eierlegend (Oviparie). Die Eiablage fällt mit dem Ende der Trockenzeit und dem Beginn der Regenzeit zusammen (März bis Juni), Jungschlangen schlüpfen etwa zwei Monate nach der Eiablage. Gelegegrößen von 23 Eiern wurden dokumentiert.
Bei Bedrohung wird der Kopf unter den Körperschlingen versteckt und der Schwanz zur Ablenkung vom Kopf präsentiert, häufig aufwärtsgerichtet. Wird die Schlange weiterhin gestört, verändert sie ihre Körperposition mit schnellen und sprunghaften Bewegungen. Hierdurch wird die Position des Tieres häufig verändert, weiterhin führt die Kombination der Farbkombination des Tieres und der schnellen Bewegungen dazu, dass ein Mensch oder Fressfeind das Tier in der Laubschicht des Waldes zeitweise schlecht erkennen und lokalisieren kann. Bei fehlender Fluchtmöglichkeit setzt sich Micrurus mosquitensis durch Bisse zur Wehr, bei denen auch das Giftsekret zum Einsatz kommen kann.

## Verbreitung
Das Verbreitungsgebiet von Micrurus mosquitensis erstreckt sich innerhalb Zentralamerikas über Teile des atlantischen bzw. karibischen Tieflandes von Nicaragua, Costa Rica und Panama. Die Habitate liegen im Tiefland, steigen jedoch in den Vorgebirgen auf Höhen von bis zu 1500 Metern über dem Meeresspiegel. Die Typuslokalität von Micrurus mosquitensis befindet sich in der Provinz Limón an der Karibikküste von Costa Rica. Bevorzugtes Biotop ist die Laubschicht ungestörter, feuchter Wälder. Die Art ist im Habitat durchaus häufig und in ihrem Gesamtbestand nicht bedroht.

## Systematik
Die Erstbeschreibung von Micrurus mosquitensis erfolgte durch K.P. Schmidt im Jahr 1933 unter der Bezeichnung Micrurus nigrocinctus mosquitensis, also als Unterart von Micrurus nigrocinctus. Mudde & Van Dijk führten Micrurus mosquitensis 1985 als eigenständige Art. Der Artstatus wird weiterhin durch molekularbiologische Untersuchungen gestützt. The Reptile Database nennt aktuell (2022) keine Unterarten von Micrurus mosquitensis sowie folgende Synonyme:
- Micrurus nigrocinctus mosquitensis K.P. Schmidt 1933
- Micrurus nigrocinctus mosquitensis — Schmidt 1955
- Micrurus mosquitensis — Mudde & Van Dijk 1985
- Micrurus nigrocinctus mosquitensis — Welch 1994
- Micrurus nigrocinctus mosquitensis — Roze 1996
- Micrurus mosquitensis — Solóranzo 2004
- Micrurus mosquitensis — Porras & Solóranzo 2006

Die Art wurde nach dem indigenen Volk der Miskito benannt (Epitheton: „mosquitensis“).

## Schlangengift
Das Giftsekret von Micrurus mosquitensis enthält als pharmakologisch wirksame Bestandteile postsynaptische Neurotoxine mit curareartigen Effekten und muskelschädigende Bestandteile (Myotoxine). Nach einem Giftbiss beim Menschen treten nur geringfügig lokale Beschwerden an der Bissstelle auf. Für Elapiden eher untypisch, kann es nach einem Biss jedoch zu stärkeren Schmerzen an der Bissstelle kommen. Im weiteren Verlauf kann es zur Ausprägung von peripheren Lähmungserscheinungen (Paralyse) kommen, die bis zum Tod durch Lähmung der Brust- bzw. Atemmuskulatur führen können. Da systemische, lähmende Effekte im Vordergrund der Giftwirkung stehen, kann die Anlage eines Kompressionsverbandes als Erste-Hilfe-Maßnahme angewandt werden, um die Ausbreitung der Toxine im Körper zu verlangsamen. Essentiell ist jedoch eine schnellstmögliche notärztliche Versorgung, da unter Umständen künstliche Beatmung und die Applikation mehrerer Dosen Antivenin notwendig werden können. Aufgrund der verborgenen Lebensweise kommt es nur selten zu Bissunfällen mit Korallenottern, die epidemiologische Bedeutung ist gering.

### Biochemie
Untersuchungen der Giftsekrete von Micrurus moquitensis und Micrurus alleni (teilweise gemeinsames Verbreitungsgebiet) zeigen signifikante Unterschiede hinsichtlich Zusammensetzung, Toxizität und Ansprechen auf bestimmte Antisera. Während Micrurus alleni ein Toxingemisch besitzt, bei welchem Drei-Finger-Toxine dominieren, scheinen Phospholipase-A2-Enzyme eine wichtige Rolle bei Micrurus mosquitensis zu spielen. Einige Micrurus-mosquitensis-Toxine zeigen ferner Ähnlichkeiten mit Bestandteilen aus dem Gift der Texas-Korallenotter.
Bezüglich der Wirksamkeit von Antisera (umgangssprachlich „Gegengifte“) konnte festgestellt werden, dass eine Kreuzwirksamkeit des Antiserums von Micrurus nigrocinctus gegenüber dem Gift von Micrurus mosquitensis besteht, was auf Micrurus-alleni-Antisera nicht zutrifft.